# Petrus Peregrinus
 Petrus Peregrinus de Maharn, també conegut amb el seu nom francès  Pierre Pèlerin de Maricourt, va ser un estudiós francès del segle xiii que va dur a terme experiments en magnetisme i va escriure el primer tractat sobre a les propietats d'imants. El seu treball destaca per la primera discussió detallada d'una brúixola.

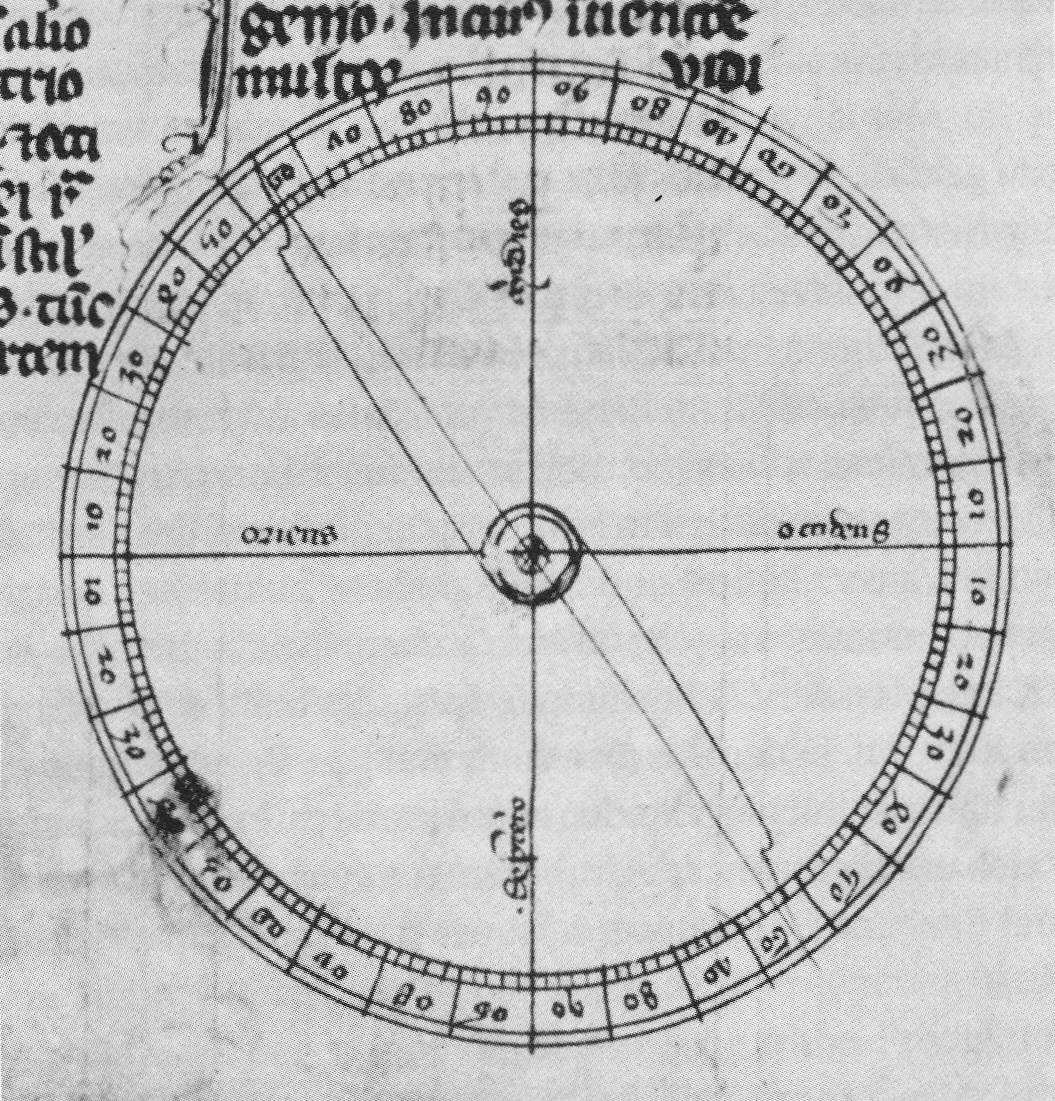
Agulla rotatòria d'una brúixola en una còpia de la 'Epistola de Magnete' de Peter Peregrinus (1269).

El magnetisme és una de les ciències que fa considerables progressos durant l'edat mitjana. Pel que fa a Petrus Peregrinus de Maricourt, natural de la Picardie, França, poc o gens se sap respecte a la seva data de naixement i la seva vida personal, però, al segle xiii, fa una sorprenent troballa que queda registrada en el seu tractat de 1269, conegut com a Epistola de Magnete.

## Descobriment
Maricourt pren una pedra imant a la qual havia donat forma rodona i li aproxima una agulla que s'orienta immediatament per l'acció de la pedra imant. Quan l'agulla es deté, Maricourt traça una línia sobre l'arrodonida pedra imant. Després repeteix l'operació en altres parts de l'imant i quan té traçades un bon nombre d'elles sobre la seva superfície, el patró que apareix correspon a cercles màxims que resulten ser completament anàlegs als meridians terrestres i es tallen en dos punts extrems de l'imant. Sorprès per l'analogia amb el Globus terraqüi,  Maricourt  anomena pols a aquests dos punts particulars de la pedra imant. En experiments posteriors troba que la forma en què els imants s'atreuen entre si està determinada només per la posició dels seus pols, com si aquests constituïssin l'origen del que es pensava en l'època que era el poder magnètic. Aquests conceptes jugaran un important paper en el desenvolupament de les teories de polarització posteriors.

## Vida i obres
Va ser creuat. Als seus estudis ofereix la primera descripció detallada de la brúixola com a instrument de navegació. Durant el setge de Lucerna a Itàlia per Carles d'Anjou a l'agost de 1269, escriu la seva epístola sobre el magnetisme Epistola ad Sigerum de Foucaucourt militem de Magnete, que també es coneix com a Epistola de Magnete. En aquest tractat també tracta el cas de la brúixola flotant com a instrument d'ús comú i descriu una nova brúixola que opera sobre un mecanisme de pivot amb gran detall. L'Epistola és àmpliament reconeguda com una de les grans obres de la investigació experimental medieval. El seu contemporani Roger Bacon va lloar Maricourt  com el científic experimental més gran del seu temps i un veritable mestre de totes les arts tècniques conegudes en aquells moments.
Entre un altre dels seus treballs es coneix la seva proposta relacionada amb el  Moviment Perpetu Magnètic , descrita com un dispositiu rotatiu, el qual utilitza com a força motriu, la interacció de les forces d'atracció de diversos imants. La idea del moviment exposada per  Maricourt,  i atès que els efectes magnètics eren pobrament coneguts al seu temps. Va explicar que el seu propòsit no era crear una màquina que produís treball útil, sinó més aviat un model que ajudés a entendre com és que els planetes es mouen en les seves òrbites. Va ser enginyer a l'armada de Carles I d'Anjou. Se'l reconeix com precursor de la metodologia científica moderna.